# یامازوئه، نارا
یامازوئه، نارا (به لاتین: Yamazoe, Nara) یک منطقهٔ مسکونی در ژاپن است که در Yamabe District واقع شده‌است. یامازوئه ۴٬۴۲۴ نفر جمعیت دارد.